# Elizabeth Porter
Elizabeth Jervis Porter (1689 – 1752) è stata la moglie di Samuel Johnson.
Nata Elizabeth Jarvis (o Jervis – Boswell riporta tutte e due le dizioni), sposò in prime nozze Henry Porter, un mercante di Birmingham, con il quale generò tre figli. La coppia fece la conoscenza di Johnson nel 1732 (al loro primo incontro, ella confidò a sua figlia Lucy, "Questo è l'uomo più sensibile che io abbia mai incontrato"). Johnson iniziò a corteggiare Elizabeth dopo la morte di Porter. Il diminutivo col quale la chiamavar, "Tetty" o "Tetsey," erano forme locali per il nome "Elizabeth."
Samuel ed Elizabeth si sposarono il 9 luglio 1735 nella St. Werburgh's Church, a Derby. All'epoca del matrimonio lui aveva 25 e lei 46, per questo motivo le famioglie dei Johnson e dei Porter non furono entusiasti per questa unione.
La dote di Elizabeth, ammontante a più di £600 fu investita da Johnson per metter su la Edial Hall School, un istituto privato a Edial vicino Lichfield, la città natale di Johnson. Dopo l'insuccesso di questa iniziativa, nel 1737 Johnson si trasferì a Londra, dove lo raggiunse la moglie verso la fine dello stesso anno.
Negli ultimi anni soffrì di problemi di salute, aggravate dall'uso di alcool e oppiacei. Robert Levet, un medico conoscente di Johnson, attribuì la morte di Elizabet prevalentemente all'uso di derivati dell'oppio. Morì a 63 anni e venne sepolta nella chiesa parrocchiale di Bromley. L'iscrizione tombale recita Formosae, cultae, ingeniosae, piae(Bella, elegante, di talento, pia).
Johnson definì la loro unione "un matrimonio d'amore da entrambe le parti" e la ricordò sempre con affetto e con tremendo dolore, specie in ogni anniversario della sua morte.
Le principali descrizioni di Elizabeth, comunque, provengono dai contemporanei e biografi di Johnson come il suo ex-allievo David Garrick, Hester Lynch Piozzi e Thomas Macaulay: quest'ultimo la descrisse come "una donna bassa, grassa e rozza, truccata pesantemente, vestita di colori sgargianti ed una esibizionista dalle arie tipicamente provinciali." La scrittrice e saggista Alice Meynell giudicò la moglie di Johnson in modo più pacato, accusando questi critici di pregiudizio.